# Chào mào đầu rơm
Chào mào đầu rơm (tên khoa học Pycnonotus zeylanicus) là một loài chim biết hót thuộc chi Chào mào trong họ cùng tên. Chúng sinh sống ở Brunei, Indonesia, Malaysia, Miến Điện, Thái Lan và Singapore. Chúng từng là loài chim phổ biến trong khu vực, nhưng hiện nay chúng được xem là đã tuyệt chủng trong tự nhiên ở Thái Lan và gần như tuyệt tích ở Sumatra; duy ở Singapore, bán đảo Mã Lai và Kalimantan là còn duy trì được các quần thể chào mào đầu rơm đáng kể. Những nhân tố đe dọa chúng là nạn săn trộm để bắt làm cảnh (do chúng có giọng hót tuyệt vời) cũng như việc mất môi trường sống.
Môi trường sống tự nhiên của chúng là các khu rừng nhiệt đới hoặc cận nhiệt có độ ẩm cao, hoặc các rừng ngập mặn, vùng cây bụi, đất trồng trọt, đồn điền và các vườn cây nông thôn.

## Hình ảnh

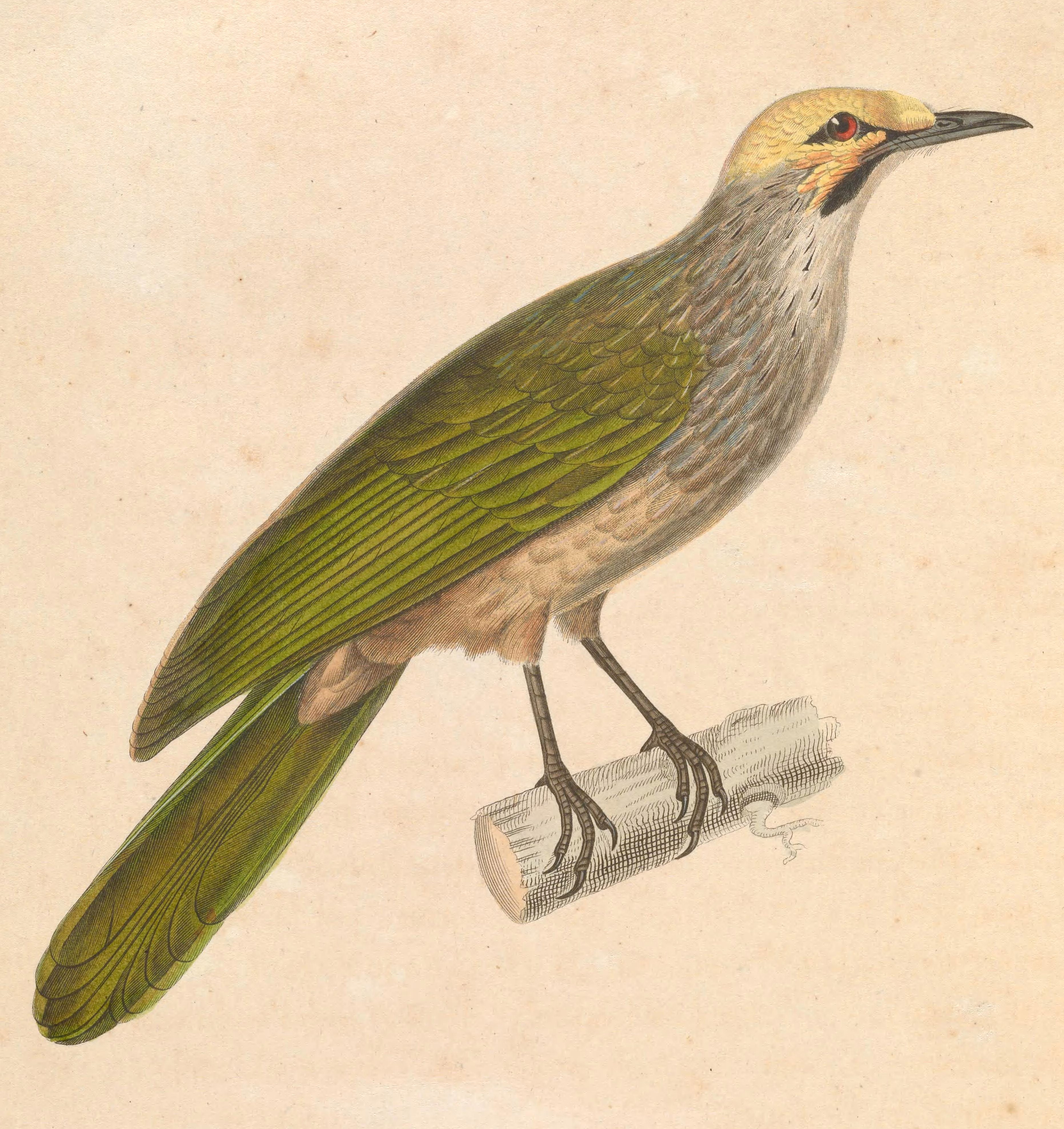
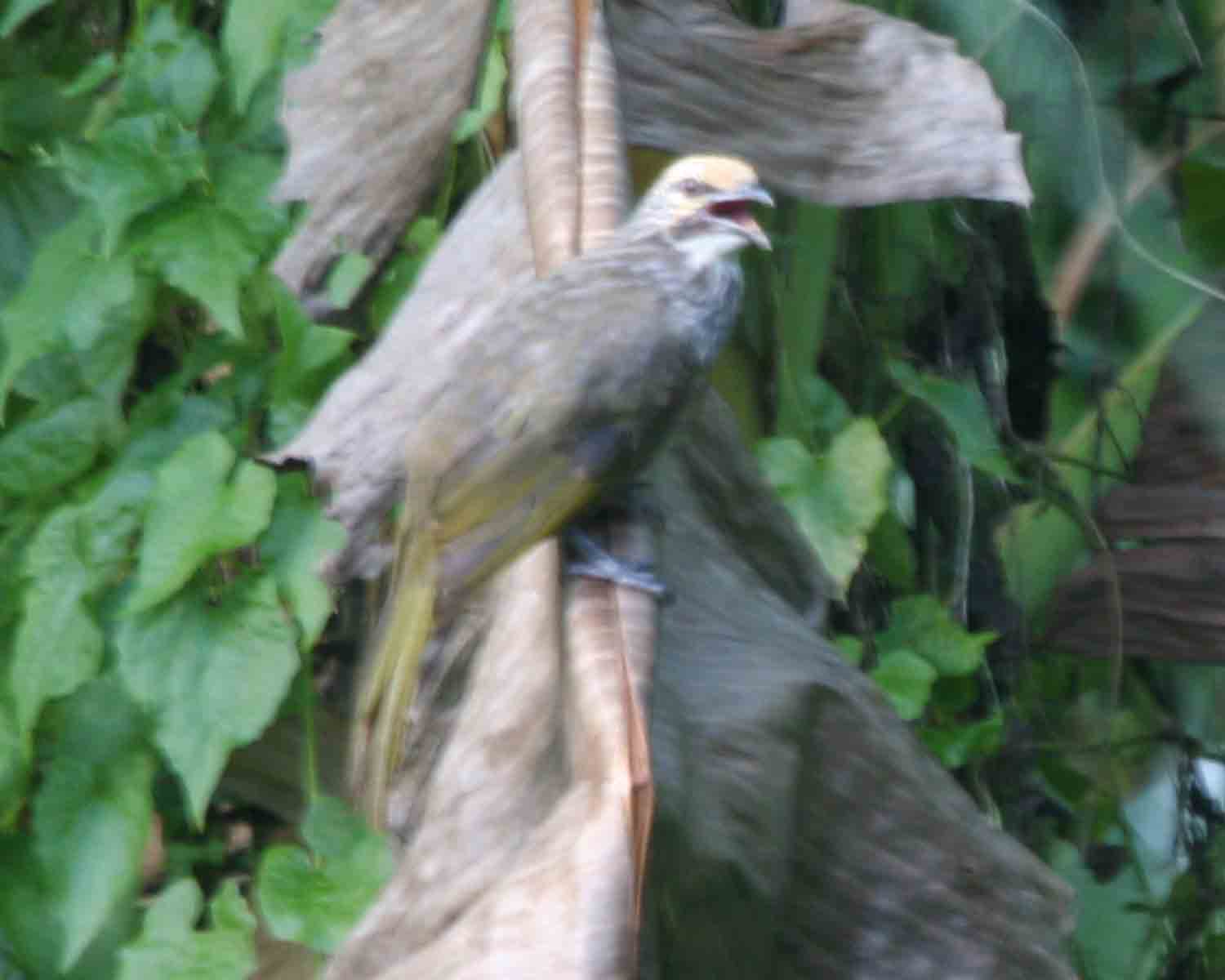
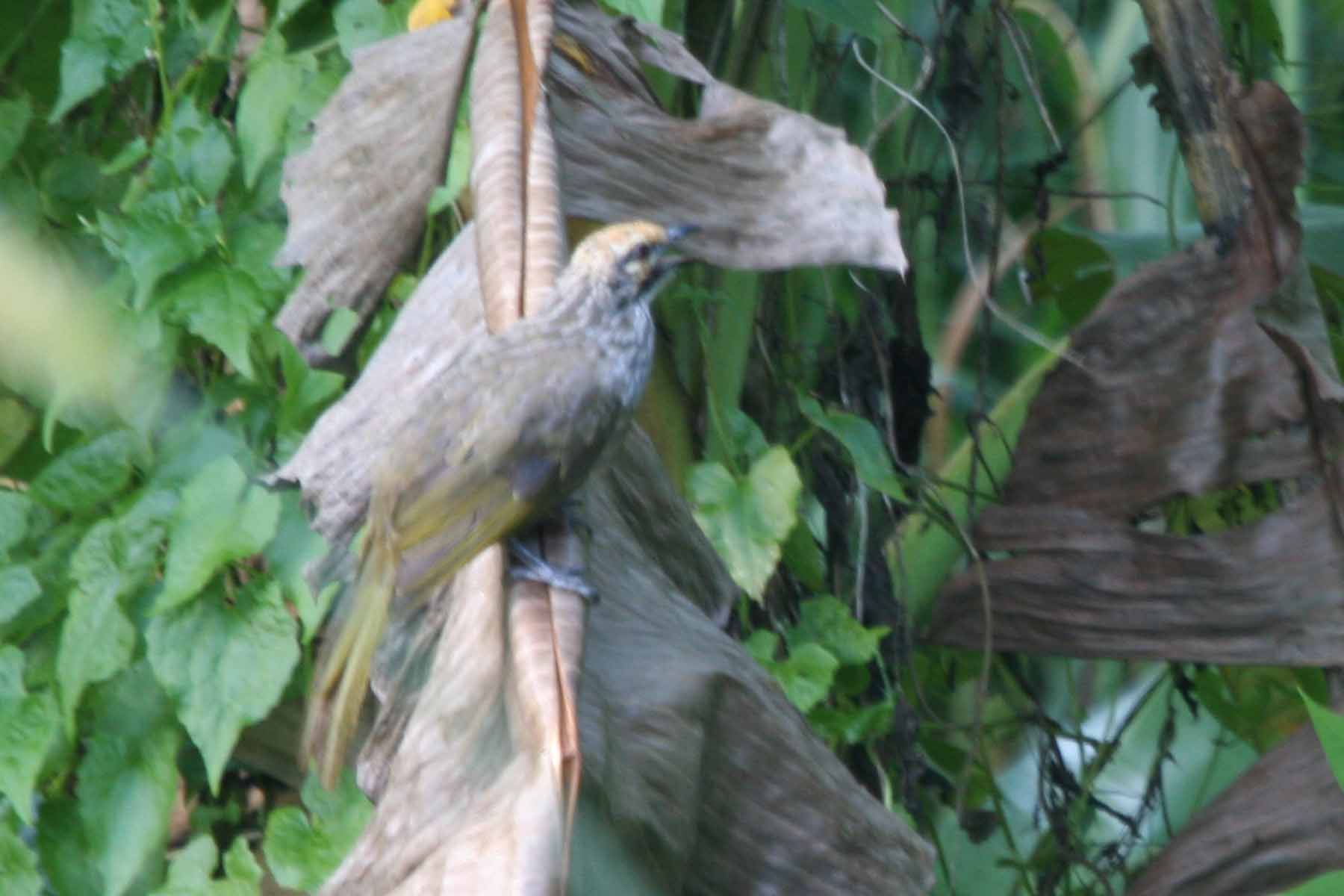